# Valérie Trierweiler

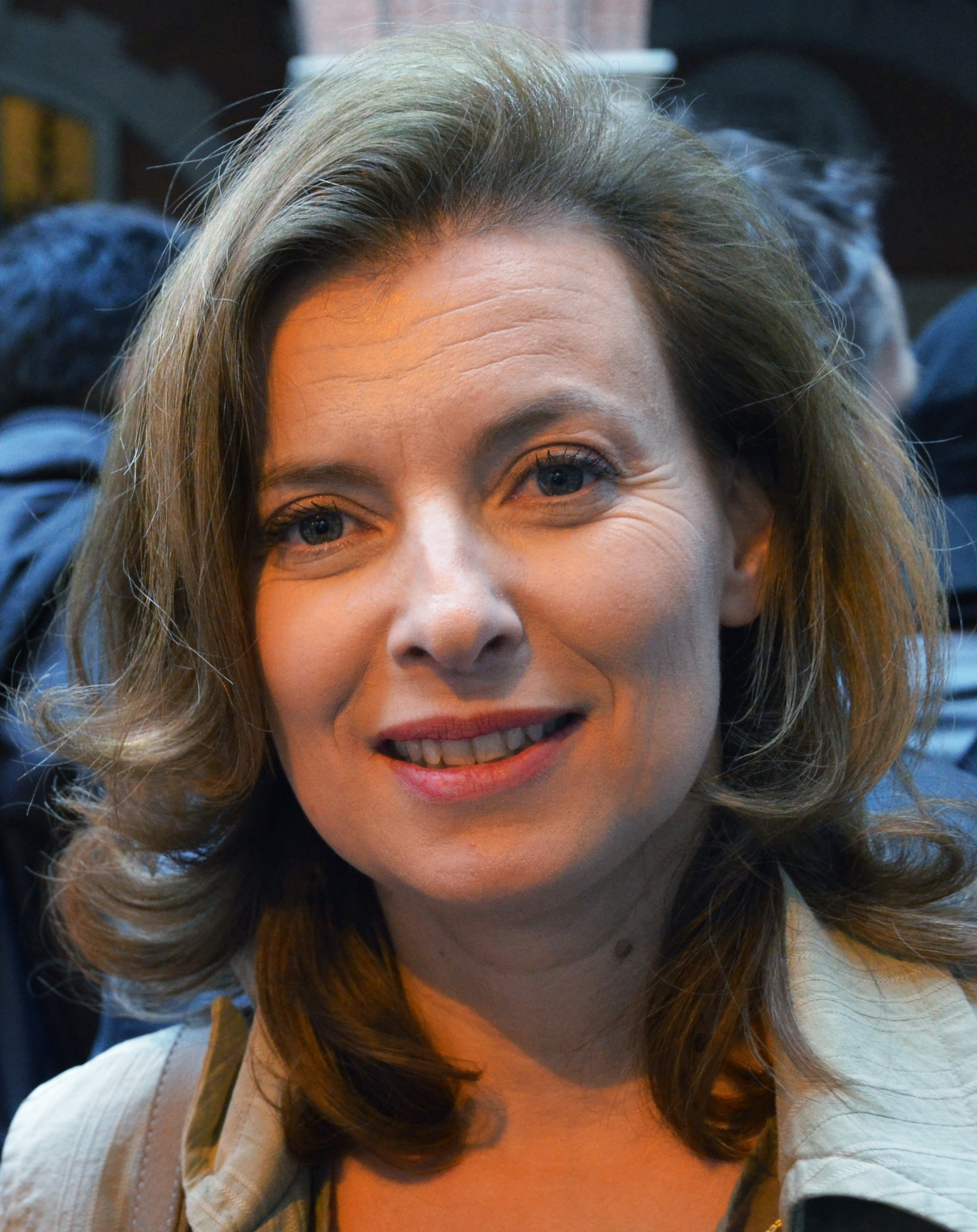
Valérie Trierweiler (2012)

Valérie Trierweiler (* 16. Februar 1965 in Angers; geborene Massonneau) ist eine französische Journalistin. Als Lebensgefährtin des Staatspräsidenten François Hollande übernahm sie von 2012 bis Anfang 2014 die Aufgaben einer Präsidentengattin.

## Werdegang
Valérie Massonneau, die spätere Valérie Trierweiler, war das fünfte von sechs Kindern eines in einfachen Verhältnissen lebenden Ehepaars. Ihr Vater, Jean-Noël Massonneau, war Invalide, der als Zwölfjähriger von einer Landmine verletzt wurde. Ihre Mutter arbeitete nach dem Tod ihres Mannes (etwa 1976) als Empfangsdame im Eisstadion von Angers.
Valérie Massonneau studierte Geschichte und Politikwissenschaften an der Sorbonne und schloss ihr Studium 1988 mit einem Diplôme d’études supérieures spécialisées (DESS) ab. Danach war sie in der Redaktion von Paris Match, einer der großen Illustrierten Frankreichs, als Journalistin tätig.
Von 2005 bis 2007 moderierte sie die politische Talkshow Le Grand 8 des neuen Fernsehsenders Direct 8. Ab September 2007 moderierte sie zusammen mit Mikaël Guedj die wöchentliche Politiksendung Politiquement parlant.
Ihre Beziehung zu dem französischen Politiker und Staatspräsidenten François Hollande (siehe Privatleben) verarbeitete sie in dem 2014 veröffentlichten Enthüllungsbuch Merci pour ce moment (Danke für diesen Moment).
2017 publizierte sie ihren Roman Le secret d'Adèle, der 2018 in deutscher Übersetzung unter dem Titel Die Dame in Gold erschien und sich mit der Beziehung des Malers Gustav Klimt zu der von ihm portraitierten Adele Bloch-Bauer befasst.

## Privatleben
Massonneau heiratete in jungem Alter einen Jugendfreund. In zweiter Ehe heiratete sie 1995 den Journalisten, Übersetzer und Germanisten Denis Trierweiler, den sie während ihrer Tätigkeit bei Paris Match kennenlernte. Dieser Ehe, die 2005 geschieden wurde, entstammen drei Kinder.
Von 2005 an war sie mit dem Politiker  François Hollande liiert, den sie seit 2002 näher kannte. Nachdem sich seine Lebenspartnerin Ségolène Royal im Juni 2007 von ihm getrennt hatte, wurde Trierweiler seine Lebensgefährtin. Nach seiner Wahl zum Staatspräsidenten im Mai 2012 trat Trierweiler bei offiziellen Anlässen mit ihm gemeinsam auf und übernahm Aufgaben einer Präsidentengattin. Im Januar 2014 erfuhr sie von seiner Liebesaffäre mit der Schauspielerin Julie Gayet und wurde mehrere Tage wegen akuter Depressionen in einem Krankenhaus behandelt. Nach ihrer Entlassung aus dem Krankenhaus trennte sich Hollande von ihr.
Im Juni 2012, in den ersten Wochen nach dem Amtsantritt Hollands als Staatspräsident, erregten mehrere Twitter-Nachrichten von Trierweiler Aufsehen. Darin positionierte sie sich gegen Ségolène Royal, die sich bei der Parlamentswahl 2012 für den Parti socialiste um einen Abgeordnetensitz bemühte. Trierweiler unterstützte offen Royals parteiinternen Konkurrenten Olivier Falorni, der am Ende den Parlamentssitz tatsächlich gewann. Das Verhältnis der beiden Frauen galt seit Beginn der Liebesaffäre Trierweilers mit Hollande als zerrüttet. Als skandalös wurde betrachtet, dass sie als neue Lebensgefährtin des Präsidenten für ihren privaten Disput mit Royal den offiziellen Twitter-Account des Präsidialamts nutzte.